# Nghiêm Viết Hải
Nghiêm Viết Hải là một tướng lĩnh trong Quân đội Nhân dân Việt Nam, ông mang hàm Thiếu tướng, Phó Giáo sư, Tiến sĩ nguyên phó Hiệu trưởng Trường Sĩ quan Lục quân 1, trước đó ông từng giữ chức vụ Chủ nhiệm Khoa Chiến thuật, Trường Sĩ quan Lục quân 1.